# Корраль-де-Айльйон
Корраль-де-Айльйон (ісп. Corral de Ayllón) — муніципалітет в Іспанії, у складі автономної спільноти Кастилія-і-Леон, у провінції Сеговія. Населення — 83 особи (2010).
Муніципалітет розташований на відстані близько 110 км на північ від Мадрида, 75 км на північний схід від Сеговії.

## Демографія
Динаміка населення (INE ):